# Градсковски Колиби
Градсковски Колиби (Градсковске Колибе; буг. Градсковски колиби) је село на северозападу Бугарске у општини Бојница, у Видинској области. Према подацима пописа из 2021. године село је имало 3 становника (према попису из 2011. било је 39 становника).
Градсковски Колиби се налази 2 километара од границе са Србијом, на 322 метара. Данас је Градсковски Колиби насеље којем прети нестанак, на многим имањима остали су само бунари и гробови јер је свако домаћинство сахрањивало своје ближње на свом имању.

## Историја
Након Првог светског рата, закључивањем Нејског мировног уговора између сила Атанте и Бугарске, поражена Бугарска је предала делове своје територије Краљевини СХС где се нашло и село Градсково. Међутим, поједини делови су остали Бугарској на којима је одређени број мештана Градскова имало своје поседе, па се због тога 80 кућа из Градскова преселило на бугарску територију образовавши ново насеље под именом Градсковски Колиби 1922. године.
1922. године је отворена школа, а 1934. је изграђена камена црква која је касније остала запуштена. На месту старог храма, 2014. године је изграђена нова црква посвећена Светом Архангелу Михаилу.

## Демографија
Према попису из 2021. године, село је имало 3 становника, a према попису из 2011. године 39 становника. Према подацима из 2011. године сви становници села били су Бугари.
| Етнички састав према попису из 2011.‍ | Етнички састав према попису из 2011.‍ | Етнички састав према попису из 2011.‍ | Етнички састав према попису из 2011.‍ | Етнички састав према попису из 2011.‍ |
| ------------------------------------ | ------------------------------------ | ------------------------------------ | ------------------------------------ | ------------------------------------ |
|                                      |                                      |                                      |                                      |                                      |
| Бугари                               | Бугари                               |                                      | 39                                   | 100%                                 |

## Карте
- Карта општине Бојница
- Територија која је 1919. године припала Краљевини СХС међу којима је и Градсково